# Fraccionamiento Universo
Fraccionamiento Universo är en ort i Mexiko.   Den ligger i kommunen Cuernavaca och delstaten Morelos, i den sydöstra delen av landet, 50 km söder om huvudstaden Mexico City. Fraccionamiento Universo ligger 1 638 meter över havet och antalet invånare är 1 862.
Terrängen runt Fraccionamiento Universo är varierad, och sluttar söderut. Runt Fraccionamiento Universo är det mycket tätbefolkat, med 1 463 invånare per kvadratkilometer. Närmaste större samhälle är Cuernavaca, 6,1 km sydväst om Fraccionamiento Universo. I omgivningarna runt Fraccionamiento Universo växer huvudsakligen savannskog.